# Jordsbacka
Jordsbacka är en by i Okome socken,  Falkenbergs kommun. Boasjön och Gällsjön, vilka ingår i Ätrans huvudavrinningsområde, ligger båda delvis inom byns gamla gränser. 